# Хуан Гойтісоло
Хуан Гойтісоло Гай (ісп. Juan Goytisolo Gay; 6 січня 1931, Барселона — 4 червня 2017, Марракеш) — іспанський письменник «покоління п'ятдесятих років», критик і журналіст.
Гойтісоло писав іспанською та каталонською мовами, народився в Барселоні, але більшу частину свого життя провів за межами Іспанії. Він є автором романів «Печаль у раю», «Спритність рук», «Прибій», «Цирк», «Острів», «Все ті ж слова», «Особливі прикмети», «Перед завісою».

## Особисте життя
У середині 1960-х зізнався своїй дружині у власній гомосексуальності.